# Термінатор 2: Судний день
«Терміна́тор 2: Су́дний день» (англ. Terminator 2: Judgment Day) — фантастичний фільм 1991 року, режисера Джеймса Кемерона, другий із серії про Термінатора після «Термінатор» (1984).
Події розгортаються через кілька років після того, як Сарі Коннор і Кайлу Різу вдалося відвернути зміну історії та дати людству майбутнього шанс на перемогу в війні проти машин. Тепер Сара у божевільні, а її син Джон, майбутній рятівник людства, живе хуліганом. Компʼютерна мережа «Скайнет» посилає в минуле задля вбивства Джона нового, досконалішого Термінатора Т-1000. Та своєю чергою дорослий Джон відправляє туди ж перепрограмованого Т-800 з метою врятувати себе самого.
До 25-ї річниці з часу виходу другої частини пригод Термінатора, стрічку було перевидано у форматі 3D. У світовий та український прокат 3D-версія стрічки вийшла 24 серпня 2017 року.
На 1 березня 2024 року фільм займав 28-му позицію у списку 250 найкращих фільмів за версією IMDb.

## Сюжет
Зазнавши невдачі зі зміною історії в 1984 році, мережа «Скайнет» посилає в минуле нового Термінатора, Т-1000, щоб убити малого Джона Коннора. Дорослий Джон шле вслід перепрограмованого Т-800 аби захисти самого себе в дитинстві. Прибулий в 1990-ті Т-800 опиняється біля бару в Сан-Франциско, де відбирає в байкерів одяг, зброю і мотоцикл. Паралельно Т-1000 в іншому районі міста, набувши вигляду поліціянта, вирушає на пошуки Джона. Підключившись до бази даних поліції, він дізнається де живе його ціль.
Десятирічний Джон Коннор живе з опікунами Джаннел і Тоддом і має проблеми з поліцією як хуліган. Його мати, Сара Коннор, в той час перебуває у психіатричній лікарні, куди потрапила після спроби підірвати завод «Кібердайн системз», який створить «Скайнет». Сару демонструють інтернам і насильно дають заспокійливе, знаючи, що вона буйна і вже не раз намагалася втекти. Джон їде з другом бешкетувати, а Сарі ввижається Кайл Різ, батько Джона, нагадуючи, що Сара мусить захищати сина. Тому вона вдає наче «одужала» і заперечує свої минулі твердження, що в 1997 році настане «Судний день». Та лікар Пітер Зільберман здогадується про її хитрощі й не дозволяє послабити режим утримання Сари.
Джон, маючи хакерські навички, яких його навчила мати, зламує банкомат і разом з другом іде розважатися грою на аркадних автоматах. T-1000 знаходить його будинок і, взявши його фотографію в опікунів, вирушає на пошуки до міста. Розпитуючи перехожих, він вистежує Джона. Той приймає T-1000 за поліціянта і тікає від нього, натрапивши на T-800. Термінатори оточують підлітка, але Т-800 не дає Т-1000 зашкодити Джону, розстрілюючи противника з дробовика.
Користуючись сутичкою двох роботів, підліток тікає на своєму мопеді. За ним на викраденій вантажівці женеться T-1000, слідом — T-800 на мотоциклі. Вони їдуть сухими каналами Лос-Анджелеса, і тільки коли T-800 пересаджує Джона до себе на мотоцикл і прострілює колесо вантажівки, їм вдається відірватися від переслідування. T-1000 потрапляє у вибух бензину, але виходить з полум'я цілим. Т-800 пояснює, що їхній ворог здатний набувати вигляду будь-чого, з чим вступає в контакт. Він попереджає — Т-1000 шукатиме Джона вдома. Коли вони телефонують додому, Термінатор удає голос підлітка і говорить з Джаннел, після чого робить висновок, що всі дома вже мертві. Т-1000, який говорив з ним, набувши вигляду Джаннел, пронизує Тодда вирощеним з руки лезом та обшукує Джонову кімнату.
Лікарі показують Сарі фото Т-800, зафіксованого в місті, що має вигляд точно як Термінатор у 1984 році. Сара вдає ступор і, користуючись нагодою, викрадає шпильку. Термінатор застерігає Джона не шукати матір, адже Т-1000 може набути її вигляду. Той наполягає врятувати Сару і виявляє, що Термінатор запрограмований його дорослою версією слухатися його наказів. Користуючись цим, він наказує побити місцевих грубіянів і обоє їдуть рятувати Сару. Джон бере з Т-800 обіцянку не вбивати людей, бачачи його силу і готовність знищувати будь-кого, якщо того вимагає завдання.
Термінатор ранить охоронця психлікарні так, щоб той не помер, і проникає з Джоном всередину. В цей час Т-1000 вже перебуває там же і шукає Сару аби скопіювати її вигляд. Сара ж відмикає шпилькою замки на гамівних ременях і вибирається з палати. Увірвавшись в ординаторську, вона бере в заручники доктора Зільбермана, погрожуючи вколоти йому дозу водопровідного розчинника. Змусивши персонал пропустити її, Сара замикає за собою ворота, лишивши в замку зламаний ключ, і тікає, та її перестріває Т-800. Нажахана Сара думає, що він посланий вбити її. Джону насилу вдається переконати матір в дружності T-800, який розстрілює прибулого Т-1000. Ледве втікши від нього, Сара, Джон і Термінатор відбирають в поліціянта автомобіль на підземній стоянці, але Т-1000 наздоганяє їх і береться атакувати відрощеними лезами й ломами, поки його не зіштовхують на дорогу.
На покинутій бензозаправці вони проводять ніч, зашиваючи завдану Т-1000 рану Сари та лагодячи шкірний покрив Т-800. В режисерській версії фільму Сара не вірить в дружність Термінатора. Коли Джон вирішує перевести робота в режим самонавчання та виймає його процесор, Сара намагається розбити процесор молотком. Але Джон говорить, що коли він майбутній лідер Опору людства — йому слід вірити.
Зранку всі троє вирушають переховуватися до Мексики, на кордоні з якою живе колишній коханець Сари — солдат Енріке Салцеда. Джон навчає робота говорити як людина, зокрема посміхатись і фразі «Аста ла віста, бейбі». Термінатор помічає гру дітлахів у війну, констатуючи, що тяга до війни притаманна людям. Т-800 розповідає, що за кілька місяців «Кібердайн системз» створять революційний процесор, а на його основі — передову зброю та оборонну систему «Скайнет», здатну до самонавчання. Людей буде усунуто від ухвалення стратегічних рішень. 29 серпня 1997 «Скайнет» стане самосвідомою і люди спробують вимкнути її. «Скайнет» обере знищити людей, спровокувавши ядерним ударом по Росії ядерну війну. Ключову роль у створення «Скайнет» відіграє програміст Майкл Беннет Дайсон. Цей програміст вже працює над програмою для процесора, розробленого на основі процесора Т-800, виявленого в 1984 році, що забезпечує здатність програм до самонавчання і володіє високотемпературною надпровідністю. Дружина Дайсона дорікає вченому, що програма не буде любити його, як дружина і син.
В Енріке Салцеди Сара дізнається, що їх вже розшукують. В нього Т-800 запасається зброєю, Сара планує наступного ранку перетнути кордон. Бачачи як її син спілкується з Термінатором, Сара робить висновок, що він заміняє Джону батька. Їй сниться ядерний удар, після чого Сара вирішує вбити Дайсона і не допустити «Судного дня», вирушивши на його пошуки сама. Сара вистежує Дайсона і готується його застрелити, однак пустощі його сина рятують йому життя — Дайсон пригинається за мить до пострілу. Вона вривається до будинку вченого, але не наважується вбити його. Термінатор знімає зі своєї руки шкіру, демонструючи машинну руку, і розповідає Дайсону чим обернеться його програма. Програміст обіцяє провести Термінатора та інших повз охорону, щоб знищити напрацювання «Кібердайн системз».
Згодом Дайсон, Т-800, Сара і Джон проникають до будівлі корпорації, але вмикається «тиха тривога» і картка доступу Дайсона більше не діє. Т-800 підриває двері пострілом з гранатомета, всі диски з записами та процесори починають знищуватися. Тим часом їх оточує поліція. Т-1000 ж іде слідом, почувши повідомлення диспетчера про події в «Кібердайн системз».
Дотримуючись даної Джону обіцянці не вбивати людей, T-800 займає оборону, не вбивши при цьому жодної людини. Та в перестрілці смертельне поранення отримує Дайсон. Він натискає кнопку детонатора, підриваючи лабораторію. Спецпризначенці запускають до будівлі газ. Сара і Джон по черзі дихають за допомогою одного протигаза на двох. Знешкоджуючи спецпризначенців, T-800 викрадає фургон і вивозить Сару і Джона, котрий захопив чип і руку Т-800 з 1984 року. T-1000 переслідує їх на поліційному вертольоті. Утворивши собі чотири руки, він керує вертольотом і одночасно стріляє з кулемета, завдаючи Сарі поранення в ногу.
Джон, його мати та T-800, вибравшись з фургона, який перевернувся, захоплюють пікап, а T-1000 пересідає на вантажівку, яка перевозить в цистерні рідкий азот. Т-800 спричиняє аварію, в ході якої азот виливається на сталеварному заводі, а T-1000 заморожується. Це порушає його структуру, як наслідок Т-1000 розламується, а Т-800 пострілом розбиває його залишки. Однак скоро той відтає та збирається воєдино з осколків. Т-1000 продовжує спроби вбити Джона, помічаючи при цьому неполадки — він неконтрольовано набуває властивостей всього, до чого торкається. Сара з Джоном спішать до чана з розплавленим металом, щоб знищити в ньому чип і руку Термінатора, без яких «Кібердайн» не відтворять своїх винаходів.
Т-1000 зупиняє Т-800, затиснувши його руку між зубчатими колесами, але той відриває руку. Т-1000 добиває його ломом і набуває вигляду Сари, поки Т-800 вмикає резервне живлення. Джон чує голос матері й біжить в той бік, де бачить її справжню і замаскованого Т-1000. Впізнавши робота за злиттям з залізними ґратами, він відскакує і Сара декілька раз стріляє з рушниці в Т-1000, а Т-800 наостанок вистрілює з гранатомета. Це скидає Т-1000 в чан з металом, де він не може відновити структуру і врешті розчиняється. Процесор і руку Джон викидає в метал, але і Т-800 мусить бути знищений. Термінатор не може самознищитися, тому доручає Джону й Сарі опустити його в чан. Робот розплавляється, наостанок показавши піднятий догори великий палець.
В режисерській версії фільму показується епілог, де у 2029 році людство мирно живе, не знаючи війни зі «Скайнет». Дорослий Джон Коннор став сенатором і ростить дочку. Постаріла Сара Коннор сидить на дитячому майданчику в парку Вашингтона і записує на диктофон розповідь про всі пригоди, завдяки яким це мирне життя стало можливим. Свою оповідь вона в усіх версіях завершує словами: «Якщо машина, Термінатор, змогла пізнати цінність людського життя, можливо це вдасться і нам, людям».

## У ролях

Т-1000 у виконанні Роберта Патріка

| Актор                | Роль                             |
| -------------------- | -------------------------------- |
| Арнольд Шварценеггер | Термінатор Т-800                 |
| Лінда Гамільтон      | Сара Коннор                      |
| Едвард Ферлонг       | Джон Коннор                      |
| Роберт Патрік        | Т-1000                           |
| Ерл Боен             | доктор Пітер Зільберман          |
| Джо Мортон           | програміст Майлз Беннет Дайсон   |
| С. Іпейта Меркерсон  | Тарісса Дайсон                   |
| Кастуло Гуерра       | Енріке Салцеда                   |
| Денні Куксі          | Тім                              |
| Дженетт Голдстін     | Джанелл Войт                     |
| Ксандер Берклі       | Тодд Войт                        |
| Кен Гіббел           | Дуглас                           |
| Роберт Вінлі         | байкер                           |
| Пітер Шрум           | Ллойд                            |
| Майкл Едвардс        | старий Джон Коннор               |
| Дон Стентон          | охоронець Льюїс                  |
| Ден Стентон          | Льюїс Т-1000                     |
| Дін Норріс           | командир спецпризначенців        |
| Свен-Оле Торсен      | охоронець у торговельному центрі |

## Створення
Після успіху «Термінатора», що відбувся попри прогнози критиків, Джеймс Кемерон зайнявся зніманням «Чужих» і не міг взятися за продовження «Термінатора». Кемерон запропонував цю роботу Мартіну Кембеллу, проте Арнольд Шварценеггер, виконавець ролі Термінатора, був згоден зніматися тільки під керівництвом Кемерона. Час від часу Кемерон обговорював зі своїм другом, сценаристом Вільямом Вішером, продовження фільму. Простір для цього давали сцени, в яких Сара говорила Кайлу про необхідність підірвати завод Cyberdine Systems, а завод у фіналі виявлявся власністю саме цієї компанії. Їхньою першою ідеєю було показати війну проти машин в майбутньому, але її було відкинуто через затратність на спецефекти. Існувала думка возз'єднати Сару Коннор і Кайла Різа, протистояння доброго Т-800 Термінатору-жінці. Найбільш цікавим і серйозним друзі розглядали фільм про протистояння двох Термінаторів Т-800, доброго і злого. Вони сподівалися на гру Шварценеггера в обох ролях, та Кемерон побоювався, що це зробить фільм другосортним.
У 1989 році Кемерон розлучився з Гейл Енн Херд, яка була правовласником першого фільму, а його новий фільм «Безодня» не виправдав очікувань. Водночас Hemdale почали відчувати фінансові проблеми. Шварценеггер дізнався про це і запропонував власникам студії Carolco Маріо Кассару й Ендрю Вайне викупити права на «Термінатора». Кассар і Вайн на той час були відомі збиранням матеріалів, за які не бралася жодна інша студія. Кассар з Вайном заплатили по 5 мільйонів доларів Hemdale і Гейл Енн Херд, викупивши у них всі права на фільм. Студія Carolco запропонувала Джеймсу Камерону 6 мільйонів доларів за режисерську роботу, величезну на свій час суму, за умови, що готовий фільм вийде в прокат вже за 18 місяців, 3 липня 1991 року. Сюжет зародився з короткої записки Кемерона Вішеру: «Молодий Джон Коннор і прибулий з майбутнього Термінатор, який стає його другом». Кемерон вирішив зробити головним героєм хлопчика, який завдяки зустрічі з Термінатором набуває моральних принципів, усвідомлює цінність людського життя і дає Т-800 команду не вбивати, що суперечить всій суті робота. Кемерон вбачав основну ідею нового фільму в тому, як люди втрачають людяність і стають схожими на машини.
Джеймс Кемерон не уявляв сюжету без персонажа Сари Коннор, і запросив актрису, що грала Сару в «Термінаторі», Лінду Гамільтон, до зйомок. Вона погодилася, за умови, що її персонаж стане дещо божевільною. Ще для першого фільму Кемерон придумав образ робота, який змінює форму. Тоді зміну вигляду було неможливо реалізувати так, як задумував режисер, але з часу виходу «Термінатора» технології значно розвинулися. Джеймс звернувся в компанію ILM, яка створила для фільму «Безодня» з допомогою комп'ютерної графіки щупальце, сформоване з води. На цей спецефект було затрачено 9 місяців, при тому, що тривав він 75 секунд. За необхідності створити цілого комп'ютерного персонажа, «Термінатор-2» мав стати найдорожчим фільмом в історії кіно свого часу — початковий кошторис склав 88 мільйонів доларів.
Сюжет було екстрено завершено перед Каннським кінофестивалем 10 травня 1990 року за три доби безперервної роботи. За спогадами очевидців, Джеймс Кемерон, віддавши сценарій Кассару і Шварценеггеру, миттю заснув, оскільки не спав уже 36 годин, аби завершити його вчасно. Лишалося небагато часу на зйомки, тому частину сцен було відкинуто. Зокрема це були знаходження Джоном Коннором Термінатора для відправки в минуле, пригадування Сарою минулого під час електрошокової терапії, відвідування ранчо Тревіса Гата, передсмертне видіння Дайсона, де він бачив наслідки своїх розробок, якщо не знищить їх. Початково у сні Сари місто і дитячий майданчик спалювалися полум'ям від зльоту ракет. Задля зменшення затрат це замінили на ядерні вибухи.
На роль Т-1000 задумувалося взяти Майкла Біна, виконавця ролі Різа. За сюжетом, робот скопіював би образ Кайла, та Кемерон вирішив, що це заплутає глядачів. Наступним розглядався Біллі Айдол, було зроблено кілька розкадровок з ним, однак той потрапив у аварію і не міг зніматися. Тоді на роль було взято Роберта Патріка, маловідомого актора, що не виділявся з натовпу. Патріку довелося пройти курс оволодіння зброєю і натренуватися в бігу. Роль малого Джона Коннора отримав Едвард Ферлонг, для якого ця роль стала дебютною. На час знімання Арнольд Шварцнеггер опікував Едварда, котрий жив без батьків, тому їхні стосунки на екрані виглядали справжніми.
Знімання стартувало в жовтні 1990 року і тривало 171 день. Актори багато імпровізували, наприклад, Шварценеггер запропонував взяти шестиствольний кулемет (і був єдиним, хто міг його підняти голими руками), а Кемерон сам ставав за операторську камеру, коли оператор побоявся знімати небезпечні трюки з гелікоптером. За переказами, на знімальному майданчику траплялися курйози. До бару, де велися зйомки, зайшла жінка, котра не звернула уваги на камери і зрозуміла, що щось не так, тільки коли побачила Шварценеггера в плавках. Той на питання що відбувається, незворушно відповів: «Ніч чоловічого стриптизу».
За весь фільм існує тільки три з половиною хвилини комп'ютерної графіки, проте її створення зайняло 10 місяців та коштувало 5,5 мільйона доларів. Тобто, кожна секунда обходилася в близько 26 тисяч доларів. На початку над нею трудилося 35 співробітників компанії ILM, та з часом це число перевищило сотню. Решта сцен, в тому числі з Т-1000, знімалася з використанням гриму, ляльок, і мініатюр. Кемерон старався заощадити скрізь, де це можливо. Так, звук проходження Т-1000 через ґрати створювався сипанням собачого корму, а в сцені, де Т-1000 набуває вигляду охоронця божевільні, знімалися близнюки. В ролі копії Сари у виконанні Лінди Гамільтон у фіналі знялася її сестра Леслі.
Кемерон не планував створювати продовження, однак на попередніх показах глядачі вирішили, що сцена з мирним майбутнім надто контрастує з тоном фільму. Тому такий фінал було вирізано з прокатних версії та залишено тільки в режисерській. Джеймс Кемерон вклався в строки, завершивши фільм 1 липня 1991 року, а ще за два дні він з'явився на екранах.

## Збори та нагороди
Порівняно з першою частиною, виробничий бюджет фільму зріс у 15 разів — з 6,5 до 102 мільйонів доларів. Збори склали 519,8 мільйона доларів (проти 78 млн першої частини) з них 204,8 млн доларів у США й 315 млн доларів у світовому прокаті.
Фільм одержав близько 20 нагород:
- 4 премії «Оскар» (за найкращий звук, грим, звукові й візуальні ефекти);
- 5 нагород американської Академії науково-фантастичних фільмів і фільмів жахів (у тому числі «найкращий науково-фантастичний фільм» і «найкращий режисер»)
- 5 премій MTV Movie Awards (у тому числі й головна номінація — «Найкращий фільм року», а також «найкраща чоловіча роль», «найкраща жіноча роль» і «найкращий дебют»)[11];
- У рейтингу «250 найкращих фільмів усіх часів і народів» на сайті Imdb «Термінатор-2» станом на 18 вересня 2018 року займає 41-ме місце (19-те серед бойовиків і 6-те серед науково-фантастичних фільмів).

## Версії фільму
Існують три версії фільму: прокатна — демонструвалася в кінотеатрах (тривалість 2:17); спеціальне видання (англ. Special Edition) — випущена на відео в 1993 році, включає кілька додаткових сцен (тривалість 2:34); розширене спеціальне видання (англ. Special Edition Extended) — випущена на відео версія, яка містить епілог з мирним майбутнім (тривалість 2:36).

## Український дубляж

### Український дубляж студії «AAA-Sound» (2017)
Фільм вперше вийшов в український широкий прокат 24 серпня 2017 року як ре-реліз 3D-версії фільму. Цю 3D версію було створено до 25-ї річниці з часу виходу другої частини пригод Термінатора. Для цього ре-релізу прокатник фільму, «Вольга Україна» замовили український дубляж у «AAA-Sound».
- Ролі дублювали: Сергій Кияшко, Віктор Григор'єв, Ярослав Чорненький, Анатолій Зіновенко, Дмитро Завадський, Павло Скороходько, Дмитро Сова, Ольга Радчук, Юлія Перенчук

### Український дубляж студії «Так Треба Продакшн» (2019)
У 2019 році було створено новий український дубляж студією «Так Треба Продакшн» на замовлення телеканалу «НЛО TV». Телепрем'єра стрічки дубльованої українською відбулося 14 квітня 2019 року.
- Ролі дублювали: Євген Пашин, Олександр Шевчук, В'ячеслав Скорик, Володимир Терещук, Михайло Жонін, Роман Семисал, Павло Скороходько, Андрій Соболєв, Ганна Соболєва, Валентина Сова, Юлія Перенчук